# En moderne Søhelt
En moderne Søhelt er en dansk stumfilm fra 1907 produceret af Nordisk Films Kompagni og instrueret af Viggo Larsen efter manuskript af Arnold Richard Nielsen.
Filmen blev distribueret i Storbritannien under titlen A modern naval hero og i Tyskland som Ein moderner Seeheld.

## Handling
Fjenden har erklæret krig om bombarderer citadellet. Admiralen ønsker information om fjendens planer og positioner og beder om frivillige til at spionere bag fjendens linjer. To unge sømænd melder sig, og sejler mod fjenders positioner. De går i land og kommer hurtigt ind i fjendens hovedkvarter, hvor generalen har ladet krigsplanerne ligge på et skrivebord. Det lykkes den ene af de to at undslippe med planerne og komme tilbage til skibet, hvor planerne afleveres, men den anden bliver taget til fange og bliver kaster i fangehullet dybt nede i fjendens borg. Den undslupne spion meddeler admiralen, at ham må gå tilbage og redde sin ven. Han tager tilbage til borgen, hvor han fjerner en stor sten fra fangehullet, og befrier sin ven, og de to vender tilbage i sikkerhed, hvor der uddeles medaljer for tapperhed.

## Medvirkende
- Viggo Larsen
- Robert Storm Petersen som søofficer